# Hallicarnia albipectus
Hallicarnia albipectus är en fjärilsart som beskrevs av Walker 1855. Hallicarnia albipectus ingår i släktet Hallicarnia och familjen ädelspinnare. Inga underarter finns listade i Catalogue of Life.